# Rønningesten

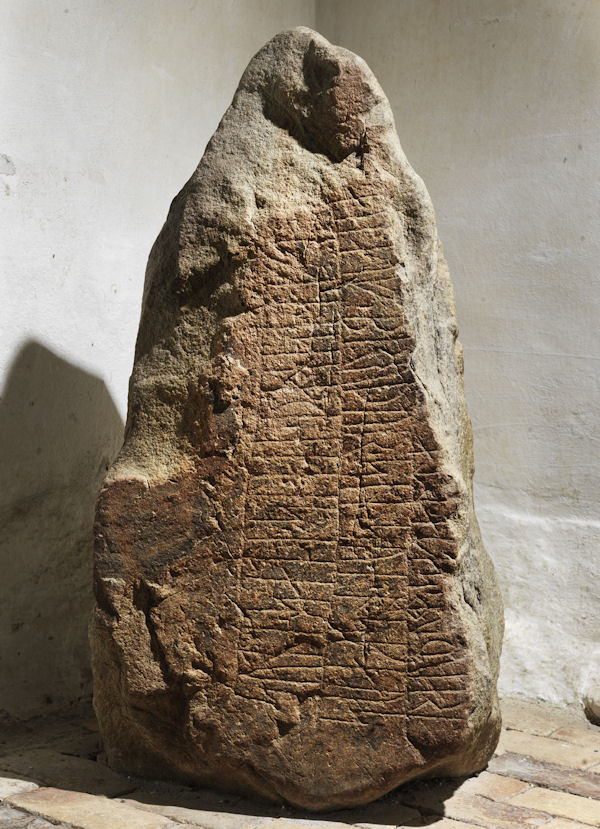
Rønningesten

Der Rønningesten (Nr. DR 202, Fyn 30) ist ein zwischen 900 und 950 n. Chr. erstellter Runenstein, der im Karnhaus der Rønninge Kirke südlich von Langeskov auf Fünen steht. Jon Skonvig (1600–1664) fand den Granitstein 1627 in einer Brücke eingebaut. Später verschwand er, wurde aber im Jahre 1852 in Kerteminde beim Abriss eines Hauses wiedergefunden, in dessen Boden er eingebaut worden war. Der etwa tropfenförmige Stein ist 1,04 m hoch, 62 cm breit und 63 cm dick.

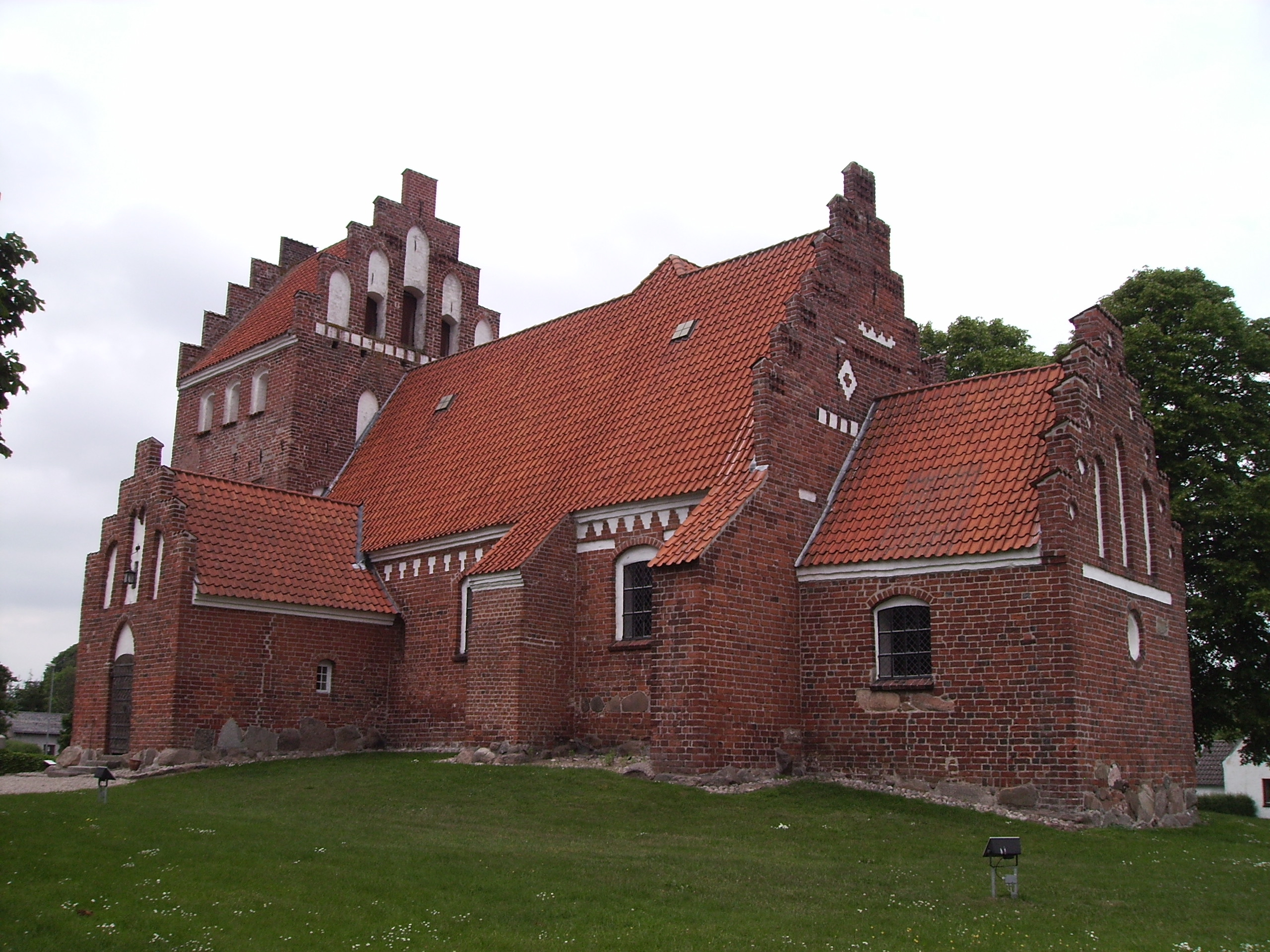
Rønninge Kirke

Inschrift:
suti : sati : stain : þansi : aft | ailaif : bruþur : sin : sun : ąskaus | rauþum : skialta
Altnordisch:
„Sōti satti stæin þannsi æft Æilæif, brōður sinn, sun Āsgauts Rauðumskialda“
Übersetzung:
„Sote setzte diesen Stein nach Elev, seinem Bruder, der Sohn des Asgot mit dem roten Schild“.
Die Inschrift ist im Bustrophedon angeordnet, ausgehend von der linken unteren Ecke. Der Stein wurde vom Runenmeister Sote geritzt, der vermutlich auch den Glavendrupsten und den Tryggevældesten (Nr. Sj 82) ritzte.
In der Nähe liegen der Dolmen Grisemosehøj und die Megalithanlage Langdysse Rolvshøj.